# Ilybiosoma
Ilybiosoma es un género de coleópteros adéfagos de la familia Dytiscidae.

## Especies
- Ilybiosoma brevicolle	(LeConte 1857)
- Ilybiosoma brevicollis	(LeConte 1857)
- Ilybiosoma discicolle	(Ancey 1882)
- Ilybiosoma discicollis	(Ancey 1882)
- Ilybiosoma flohrianum	(Sharp 1887)
- Ilybiosoma flohrianus	(Sharp 1887)
- Ilybiosoma ilybiiforme	(Zimmermann 1928)
- Ilybiosoma ilybiiformis	(Zimmermann 1928)
- Ilybiosoma kermanense	(Balfour-Browne 1939)
- Ilybiosoma kermanensis	(Balfour-Browne 1939)
- Ilybiosoma minnesotense	(Wallis 1933)
- Ilybiosoma minnesotensis	(Wallis 1933)
- Ilybiosoma oaxacaense	(Larson 2000)
- Ilybiosoma oaxacaensis	(Larson 2000)
- Ilybiosoma pandurum	(Leech 1942)
- Ilybiosoma pandurus	(Leech 1942)
- Ilybiosoma perplexum	(Sharp 1882)
- Ilybiosoma perplexus	(Sharp 1882)
- Ilybiosoma regulare	(LeConte 1852)
- Ilybiosoma regularis	(LeConte 1852)
- Ilybiosoma roguum	(Larson 1997)
- Ilybiosoma roguus	(Larson 1997)
- Ilybiosoma yeti	Brancucci & Hendrich 2006